# 特工次时代
《探索者！》（BLAME!）是由日本漫畫家貳瓶勉所創作的科幻漫畫，於講談社《月刊Afternoon》連載，此作亦是他的成名代表作。其動畫電影製作版權被Netflix買下，自2017年5月20日起在Netflix網站以Netflix原創作品名義於全球播放。本作除了正傳，還另有2冊短篇集《NOiSE》、《BLAME學園! AND SO ON》，前者收錄「前傳」與「短篇《BLAME》」（本作原點），後者收錄「衍生劇」與「後傳」。

## 劇情大綱
探索者霧亥流浪在數千層無邊無際的巨大階層都市之中，手持可以貫穿一切物質的重力子放射線射出裝置，追尋著「感染前」的網絡終端遺傳因子。

## 登場人物

### 主角
雾亥(キリイ/KILLY 聲：櫻井孝宏)
為了尋求網絡終端遺傳因子不斷地探索著都市構造體。擁有成年男子的外貌，身體被高度機械化，配有數據傳輸用的接口，黑暗中的目視距離達3000公里。雖然其活動已經持續了千年以上，但本作沒有給出其明確地所屬和出處。從故事的一開始霧亥已經由於某種原因失去了自身記憶和部分機能。根據作品中統治局的對白判斷，霧亥是安全警衛誕生前的系統所屬密使。他的存在已經被安全警衛察覺並多次受到干涉。特別是在同沙娜可的接觸中成功恢復了原來的機能。身體異常結實，恢復能力很高。眼睛所看到的物體可以在視野內列出詳細的信息，通過視網膜掃描可以確認對像是否持有網絡終端遺傳因子。 (在同沙娜可接觸之前已經擁有較高的生命力和分析能力，然而由於無法解讀顯示信息的含義所以還不完整)。言語不多感情不輕易外露，不過從他與探索途中相遇的人的接觸中可以一窺其特有的體貼。另一方面對矽基生物則抱有強烈敵意，會不分青紅皂白地加以攻擊。
希波(シボ/CIBO 聲：花澤香菜)
曾經擔任生電社主任科學家的女性。網絡終端遺傳因子合成失敗後，被追究責任幽禁在生電社地下。被霧亥救出後開始與其一起行動，是掌握著本作故事進展的關鍵人物。她的人格和身體也就是所謂的軟件和硬件毫無連續性完全分離。初次登場時已然是一具從備份數據庫裡還原人格的屍體.藉由多次地身體轉換得以繼續探索的旅程.其間對安全警衛身份的沙娜可的身體控制給故事進展以較大影響。她的行動以科學家旺盛的求知欲為基礎，尤其是對網絡球有著異常地執著。故事末尾處希波試圖乘機利用矽基生命(林貝嘉)對網絡球進行非法接入，霧亥和都莫夫斯基也都為此奮力頑抗然而這一嘗試卻以失敗告終，導致希波失去了自己的人格，而且由於林貝嘉的抵抗，最高級安全警衛Level 9也被下載到了作為媒介的希波的身體裡。

### 安全警衛
沙娜可(サナカン/SANA-KAN 聲：早見沙織)
女性形态上位安全警卫。作品中与希波有着错综复杂的联系。右手装备重力子放射线射出装置，以强大的战斗能力闻名。初次登场时伪装成少女的身形混入了聚居群落。故事尾声阶段统治局挪用了她的数据合成了代理构成体派往基底现实。故事中没有明确交待先后作为安全警卫和统治局使者的沙娜可是否具有相同的自我和个性。
都莫契夫斯基(Dhomochevsky)
在受到矽基生命入侵时非官方阶层出于防卫需要制造的临时安全警卫。在他被生成后不久系统机能停止运行，之后都莫契夫斯基只能在孤立无援的状态下开展都市的防卫活动。未持有网络終端遗传因子的人类也是其保护对象。在与网络球失去联系的状态下活动了250年，最终产生了不同于普通安全警卫的个性。对于希波以及普谢尔有着某种迷恋的感情。执行任务期间看得出其内心斗争。在集积藏夺回作战与普谢尔的战斗中身体被严重破坏，不过却成功打倒了入侵中的林贝嘉。之后借助伊可自我牺牲提供的电力恢复了机能。意图破坏被非法合成的level9，然而却在用尽全力实施攻击后受到Level 9的反击遭到彻底地毁灭。
伊可(Iko)
与都莫夫斯基同时期被制作出来的临时安全警卫。在基底现实环境里被描绘成只有脸部的幽灵形态。起初是有着少年的身形，然而随着造换塔被攻克，变得无法维持该形态。与都莫夫斯基一起行动，主要给予信息处理等侧面辅助。性格老实，时刻注意按照安全警卫的守则行动。在集积藏夺回作战之时把所有电力分给了身体严重受损的都莫夫斯基后自己也随之消失。
Level 9
最高級的安全警衛個體。作品中指的是林貝嘉入侵網絡球後在基底現實裡非法生成的個體。構成體的合成以希波的身體為基礎。製造過程本身非法，加之在下載途中受到都莫夫斯基的干擾機能並不完善且很不安定。雖然下腹部形成了藏有連接網絡球和統治局權限的球體，但該機能還不完全。這一事件中被下載的Level 9僅僅保留了極低水平的自我意識，連行動目的都沒有。此外，作為基礎的希波的意識似乎仍有殘留。擁有超越重力子放射線射出裝置威力的武裝。統治局，安全警衛，矽基生物各趨其利，圍繞著Level 9展開了爭奪戰。

### 矽基生物
伊布(IVY)
寄生在東亞重工的矽基生物中的一人。有著長發男性的外貌。執行東亞重工的殖民者的排除任務。在數次的交鋒中，把前來應戰的聖武當作了勁敵。似乎很早以前就和霧亥相識，兩人間有著某種宿怨。 （在如此龐大的都市內，還有其他似乎知道霧亥存在的矽基生物登場，由此可推測矽基生物在種族間可能共享著一定程度的信息）手執兩段式內置折疊刀刃的異樣打擊武器。命中目標後折疊的刀刃部分向前方展開，給予對手進一步的追打。獲悉東亞重工即將崩潰後接受了聖武最後的決鬥敗北身亡。
梅布(MAEVE)
寄生在东亚重工的女性形态的矽基生物。特征为红色的头发和焦点不定的眼球。言行较之伊布相对武断，结合其外貌给人以疯狂的印象。在攻击敏莎布的时候受到圣武的反击身体被一刀两断。之后暂时以上半身活动了一段时间，夺取了存在于异世界的新型矽基生物的身体后再次获得了战斗能力。左手持有打桩机一样的格斗武器，右手配备具有贯通能力的黑色力线发射装置。
巴鲁当巴
寄生於東亞重工的矽基生物下級戰鬥員。本名魯特巴魯格巴魯當巴。是伊布和梅布所生的43個孩子中的第三個兒子。雖然曾一度希望能成為研究員，由於母親的反對卻不得不最後放棄。在第八空洞近郊吸食食料液的時候遭到霧亥襲擊。不僅行動受到限制，還遭到希波用相當強硬的手段入侵並奪取了信息。在log.25有登場。
达芬诺尔林贝嘉(Davine lu linvega)
佔領了非官方階層集積藏的矽基生物的主格。多被稱為達芬諾爾。有著細長身體的異型外表。是機械語言的專家，擁有高度的信息處理能力。佔領了非官方階層的集積藏，試圖通過臨時接入連接網絡球。使用希波持有的聖武的遺傳因子信息膠囊想要申請合法的臨時接入權，卻被精明的統治局識破其意圖导致計劃落空。受到都莫夫斯基的槍擊身亡，臨死之時挣扎着竊取了最高級安全警衛Level 9的個體數據。在《BLAME學園!》裡身著水手裝，所以有意見認為實際上林貝嘉是女性。
普谢尔(Pcell)
佔領集積藏的矽基生物的主格之一，呈女性外貌。被伊可認為是“最難纏的傢伙”。攜帶有黑色刀劍狀的武器，輕輕一揮就能造成大面積破壞。擁有靈敏地感知能力，情報收集能力也很出眾。可能是由於矽基生物重視機能的機械化的影響，以近乎失衡的外表示人，卻還是幾乎保留了人類的結構。與其纖弱的外表所不相符的是強大的戰鬥能力，經常可以看到她積極地活躍在第一線。都莫夫斯基對其抱有某種好感，而她對此似乎毫不在意。可以利用造換塔的機能使身體組織分解成粒子狀的所謂的複散分子動體進行移動。在造換塔被破壞後使用該機能的時候，可能是由於未能完成再構築陷入了無法行動的窘境摔倒在地。殘喘之際扔出了手中的武器招致了Level 9的暴走。
史契夫(Schiff)
佔領集積藏的矽基生物的主格之一。大多數矽基生命都有著一張白色面具般的臉，而他從頭到腳的黑色成就了其特徵。 172歲的時候終於取得了期盼已久的全身機械化的權力並將其付諸實施。為了湊齊龐大的維護費用，開始協助林貝嘉。喜歡利用裝備在兩手的刺斬武器展開近戰。設定上愛好B級SF電影。在於霧亥的交鋒中戰敗。
布隆(Blon)
佔領集積藏的矽基生物的主體人格之一，體格大於霧亥一倍以上。除了人形狀態，還可以變身成多足關節動物那樣的形態。只是該能力在同類間似乎也不太受歡迎。雖然被霧亥以重力子放射線射出裝置破壞了大半個身體，但還是複活了。之後以自己性命為代價從都莫夫斯基等人处奪取了聖武的遺傳基因信息。

### 其它
敏莎布(Mainsub)
东亚重工第八空洞的管理AI（也被称作舰载AI）。外表有如女性胴体。对圣武这一个体有很固执的情感，作为管理者的机能和判断能力还不完善。正因为如此，没有被作为管理AI的集合体的中央AI所统一。运营方针方面同中央AI相对立，初次与雾亥相遇时以东亚重工的意志决定者自居。在大规模的转送失败后东亚重工即将崩溃之际，为了保护殖民者四方奔走。确定情况无法挽回后带着第八空洞居民的人格数据逃到了时空的间隙中。以她的权限可以在东亚重工内有限制的使用转送功能。此外可以运用磁缚线封印对手行动，可以说具有一定程度战斗能力。
中央AI
东亚重工舰载AI的集合体。不过机能不完全或者受损的AI则会被排除在外。东亚重工发生异变之际，为了防止相悖的命令造成自身逻辑混乱失控，根据构成AI的协议开始执行意志决定程序。抓住了重力炉恢复正常这一契机，开始实行把东亚重工转送出阶层都市的计划。而这一转送过程违背了与网络球签订的非干涉协定，作为放弃协定的结果安全警卫也被允许进入东亚重工了。
圣武(Seu)
擔任敏莎布護衛的成年男性。據推測是東亞重工的殖民者或者其後代。全身為甲胄所包裹，仗劍戰鬥的身姿有如騎士一般（電基騎士）。由於是古代人類的關係，遺傳因子的變異成分較少。效忠於敏莎布，試圖排除侵入東亞重工內部的矽基生物。由於敏莎布的治療機械無法再生人格，每次負傷治癒後自我意識會不斷退化。東亞重工崩潰之際突然間意識得到恢復。在與矽基生物作完了結後，同敏莎布一起遁入了時空的間隙裡。
捨造(すてぞう/SuteZou 聲：宮野真守)
男性电基渔师。遭沙娜可杀害。在稚名诚的sf小说武装岛田仓库里有同名角色登场。
鶴(づる/Zuru 聲：雨宮天)
女性電基漁師。主要負責治療任務。在東亞重工內，電擊漁師裝備包裹全身的甲胄進行作戰。鶴掌握著一種保存技術，可以保存從死亡的人類腦部提取的技能和人格。東亞重工章節的結尾，希波藉由敏莎布的治療機械再生的時候人格意識之所以沒有退化正是由於鶴製作的備份保存數據的運用。同捨造一樣，在稚名誠的SF小說武裝島田倉庫裡有同名角色登場。
哲
在块都近郊的村落生活的男性。与吉雄一起经营运输业。在工作中受到乾人攻击身亡。
吉雄
全身除管理思维脑部外，完全依附于生命维持装置，外形比较具有视觉冲击力的人物。同哲一起经营运输业，主要负责输送机械的控制。虽然被得知了货物实体（移植用生物活体）的雾亥扯掉了生命维持装置，看似無法存活了，不过就生电社的劳动者知道雾亥的名字这一点推测，吉雄仍有可能活命。
牵着狗的女性
牽著條白狗的女性。本人和狗似乎都是機械生命。隸屬於致力保存回收網絡終端遺傳因子的組織（或者是集團），給了霧亥的探索一些指示。在log.2裡登場。在本作裡沒有明確提到其姓名。
被回收的人格
在故事後半階段被霧亥發現的保存在緊急備份包裡的人格數據。姓名不詳。備份包上記錄的生產商名是mori。可以說希波不在後充當了解說員。同霧亥一起行動了一段時間，在最終話前的log.64被統治局回收，安放在網絡球開闢的記錄破損肉體所在不明的人格暫時收容的區域裡。在網絡球裡的樣子使用了緊急備份包最初的正規女性持有者的數據，與霧亥同行時候的人格記憶部分也被合併了。

## 用語

### 名詞解釋
基底现实
与高度发展的假想空间相对，这里指代现实世界
網絡終端遺傳因子（ネット端末遺伝子）
这是以遗传基因的形态被发现的可以用来接入网络球的资格以及机能的物质。持有者可以无需依赖任何机械接入网络球。在网络球黎明期的NOISE的时代，生物体都被安装上了网络終端。现在由于远古发生的感染事件遗传因子产生了变异，该机能不断受损。而感染事件前的时代又被称为“上代”，那个时代的人类则被称为原人。根据统治局的看法，如果能获取未受感染的网络遗传因子的话，那么整个世界的混乱局面将能被改变。
網絡球（ネットスフィア）
以網絡為依托規模凌駕於現實世界的的社會形態。通過都市（超構造體）內支持網絡存在的硬件的作用可以使發生在假想空間的現像在基底現實裡得到反映。網絡終端遺傳因子的持有者就可以通過連接網絡球使用該功能。自從世界被這場災難侵襲以來，想要通過正規途徑接入網絡球已不被認可。正因為如此，網絡球的設定才一成不變地沿用至今。
建设者
由於失去了網絡球的指示，漫無目的地擴大著城市建設的某種機械。沒有個性和自我意識。雖然不會對人類構成直接威脅，然而建設者的失控正是使這個世界陷入混亂狀態的主要原因。其活動頻繁的區域被稱為“成長區域”。只要語言基體相一致可以直接下達指令。
驱除系
安全警卫采取驱除作战的时候经常使用的构成体。多数情况下会被大量下载，以其数量优势展开攻势。没有所谓的意识和自我的概念。也有相对实力较强的高级驱逐系个体的存在。
超构造体
分割阶层都市的巨大构造体。内藏纤维状的信息处理系统，是网络球存在的基础。由建设者不断进行保养以及扩展。统治局和安全警卫借由超构造体的机能可以在基底现实的任何位置自由下载构成体。超构造体拥有强健的构造，也只有过被重粒子放射线射出装置破坏的实例。所用的建材通过解体轨道上卫星获取。
代理构成体
作為軟件的統治局和安全警衛，為了對基底現實進行干涉作業時使用的生物形態的構造物。驅除係也被認為包含其中。通過內藏在超構造體內的結構可以於任意的位置形成並加以操控。
造换塔
主要为安全警卫所使用的设备，利用附近的材料下载驱除系。统治局转送代理构成体的时候应该也会用到。能够一次性做到大量的构造体的转送，所以安全警卫经常通过造换塔活用大量物力展开扫荡作战。都莫夫斯基陷入苦战的很大原因就在于，林贝嘉入侵非官方阶层后立即夺取了造换塔的控制权，阻止了安全警卫进一步的生成。
废弃阶层
安全警卫和统治局皆放弃管理的阶层。块都所在的废弃阶层连矽基生物都未见染指。
非官方阶层
未被统治局作为网络球的硬件检测出的超构造体所组成的阶层。其形成大多是由于失控的建设者随意地扩大建设超构造体所造成的。作为非官方阶层的增补措施，允许通过临时接入连接网络球。
临时接入
为了完成非官方阶层的修复而设置的增补措施。通过集积藏内的接入机，可以临时性地接入网络球。关于网络球的使用，在人格重现、数据库的使用领域和期限方面有着诸多限制。临时接入的登入请求不一定需要网络終端遗传因子，只要持有一定程度正常的遗传基因就能被许可接入。林贝嘉等矽基生物正是利用了这一安全漏洞接入网络球的。
下载
指的是网络球的信息通过超构造体的机能反映到基底现实。多数是指利用附近的物质完成构成体的合成。作品中还有被称为转送的技术，下载在原理上和敏莎布一行人在东亚重工实施的转送有所区别。

### 器具
重力子放射线射出装置
被安全警卫分类为“第一类临界不测兵器”。藉由射出重力子放射线产生大规模的破坏。不存在射线無法貫穿的物质，但能對射线進行一定程度的偏转，甚至有可能做到反射。射出装置設有保险，可以通过禁压解除取消保险。虽然制造源不明确，不过就其在东亚重工内被限制使用来看可以确定是属于网络球的东西。曾一度以为雾亥持有的射出装置是獨一無二的，但故事的后半段出现了装备有该装置的上位安全警卫和统治局人员。
涂布防电
為了遮蔽安全警衛傳達命令用的電磁波而被希波使用的道具。該道具能阻止構成體的活動。作品中雖未詳細提及，但有透過破壞塗佈表面使其喪失功效的描寫，可推斷是通過散佈在地面來取得效果的。
防磁茧
为了回避东亚重工内武器使用限制，希波利用敏莎布的机械开发的道具。据推测可能是利用了和涂布防电相同的原理。
微小构成体
由戰斗形態的莎娜可從其掌中以針狀射出。植入人體和矽基生物的體內，使其被再構築成驅逐系。此外，還有修復霧亥的機能的功能。由此推測微小構成體或許有能格式化安全警衛的機能。

### 世界觀
故事发生在时间和地点皆无法判明的超未来。
世界由高度发达的网络（软件）和作为其现实载体的超构造体（硬件）所构成。本该是得益于科技繁荣发展的人类却由于一场灾难丧失了连接网络的资格和能力（相当于公民权）。
沒有了支配者的AI依據管理規定開始排除失去了網絡連接資格的人類。而忘卻了曾經的繁榮的人們，只能在管理系統的陰影下苟且偷生。本作的舞台就被設定在這樣一個人類日漸衰亡的世界。
都市構造體
作為舞台的世界就像一個巨大的高樓或者說是連接了所有建築的巨大都市。大部分為超構造體所遮蔽，形成了階梯結構。由於建設者的失控，都市構造體正在無止境地擴大之中，就本作故事發生的時間為止至少已抵達木星軌道面。根據統治局描述，正是都市漫無目的地成長導致了從根本上波及全世界的混亂。其結果是毋庸置疑的人口密度極度下降。
環境
就都市構造體所涉及的範疇由於其間散佈的納米機器人的作用保證了生物學上的病毒的排除實現了無菌狀態。而這一成果則是由曾經機能正常運轉時候的網絡球給予統治局的指示所實現的。同一作者的《BIOMEGA》和《DEADHEADS》作品主體中的由於強力病毒引發的傳染病在本作中原則上是不可能發生的。從這些設定中可以推斷作為網絡終端遺傳因子的變異原因的“感染”不等同於其字面上的感染，很有可能是由於系統邏輯上的分歧所引起的。

### 組織集團
人類
在與網絡球失去聯繫後的迷途歲月裡，遺傳基因產生變異的人類基於不同的生活圈衍生出了擁有各式各樣的肉體形態和生活模式的種族分支。雖然遺留下了曾經的視網膜文字顯示技術，然而卻無從得知其包含的意思。
统治局
位处网络球管理级别的高级AI。认识到了网络的现状，试图阻止安全警卫的人类清除行动，却一直没有找到卓有成效的方法。统治局就其自身立场是被禁止干涉基底现实的，它的一切行动则是通过派遣的代理构成体来完成的。它深信持有网络終端遗传因子的人可以通过接入统治局，发布适当的命令来肃清笼罩在这个世界的混沌。
安全警卫
擔任維護網絡球安全的組織。完全獨立於統治局的管理，其一切活動不受統治局製約。以非法居留的名義致力於排除基底現實世界裡的沒有網絡終端遺傳因子的人類。而根據世界的現狀判斷實際上所有的人類都將成為其排除的對象。尤其是試圖通過非法途徑接入網絡球的行為，安全警衛將給予徹底地破壞和驅除。也有被認為其存在等同於統治局。
矽基生物
根據字面意義描述就是擁有由矽基構成的身體組織的生物。普遍認為是由碳基生物經過改造誕生的。 BLAME!故事範疇裡的矽基生物指得是利用了由安全警衛那里外流的技術和網絡的混沌，為了創造出不同於人類的生物而殉教的邪教後裔。人體改造技術本身是被安全警衛公開的，因此矽基生物的語言基體酷似安全警衛。矽基生物有男女之分，由胎兒育成。真實的形態和人類沒有什麼不同，但為了適應戰鬥和生存其大多數都已機械化。 NOISE的故事中對他們這個族群誕生的原委有所提及。網絡的混沌狀態是維持種族繁衍不息的必要條件，根本目的就在於破壞網絡終端遺傳因子。他們自我標榜網絡上的獨立勢力，與霧亥、安全警衛等保持著敵對關係。
生电社
生電社作為廢棄階層塊都的據點，是從事生物體和電腦相關研究的企業，被稱為是「塊都」的科學家集團，其業務主要涉及乾人臟器的生物體移植等內容。事實上，其作為塊都的統治者控制著這裡的居民。此外，對於自社的勞動力抱著不惜處以極刑的嚴酷態度嚴格要求。希波借助霧亥的協助成功取得了其控制權。其社長宣稱是被稱為頭取的巨大生物體AI。而作為曾經的主任科學家，希波似乎與頭取的設計有著某種關聯。
东亚重工
位於階層都市正中位置的圓筒狀巨大構造體。內部被切分成稱為空洞的十三個區域，分別由各自的艦載AI負責管理。被稱為殖民者的居民生活在其間，由於諸多原因隱藏著自己的行踪。使用重力爐作為主動力來源。本作中言及的東亞重工，指的是過去存在著的大企業東亞重工所建造的移民探索用宇宙船。曾一度決定向外太空進發的東亞重工不知因為何種原因又折返回了（通過“轉送”）階層都市。為了處理好善後工作，匯集了東亞重工全體意志的中央AI與網絡球的統治局之間簽訂了一系列協議。其內容包括了在東亞重工內部的治外法權，在其適用範圍內包括安全警衛在內的網絡球所有服務都將失效。同名企業在『BIOMEGA』與『銀河騎士傳』中皆有登場，但此兩作品與本作並無關聯性。
电基渔师
殖民者的子孫。幾代人之前離開了東亞重工，失去了回歸的技術後開始定居在了東亞重工周邊的重層居住區。憑藉著被認為是從東亞重工內部攜帶出來的甲胄和火器，擁有著擊退驅逐系的戰鬥能力。
乾人
居住在废弃阶层的人类的亚种。通过遗传操作强化了作为生物的人类的优点，被称为中性种。由于其特点族群常被用于脏器移植。为了夺回因移植目的而被捕获的同胞，在树干带区不断地对前往生电社的运输机械展开攻击。

## 出版書籍
BLAME！探索者！
| 卷數 | 講談社                         | 講談社                                                      | 長鴻出版社    | 長鴻出版社           |
| 卷數 | 發售日期                       | ISBN                                                        | 發售日期      | EAN                  |
| ---- | ------------------------------ | ----------------------------------------------------------- | ------------- | -------------------- |
| 1    | 1998年6月20日                  | ISBN 978-4-06-314182-5                                      | 2004年7月5日  | EAN 471-0765-18634-0 |
| 2    | 1998年12月16日                 | ISBN 978-4-06-314194-8                                      | 2004年7月23日 | EAN 471-0765-18635-7 |
| 3    | 1999年8月20日                  | ISBN 978-4-06-314218-1                                      | 2004年9月17日 | EAN 471-0765-18828-3 |
| 4    | 2000年3月21日                  | ISBN 978-4-06-314235-8                                      | 2004年10月3日 | EAN 471-0765-18917-4 |
| 5    | 2000年9月20日                  | ISBN 978-4-06-314251-8                                      | 2004年11月6日 | EAN 471-0765-18920-4 |
| 6    | 2001年3月21日                  | ISBN 978-4-06-314263-1                                      | 2005年1月31日 | EAN 471-0765-19132-0 |
| 7    | *2001年10月19日 2001年10月20日 | ISBN 978-4-06-336342-5（限定電裝版） ISBN 978-4-06-314277-8 | 2005年3月24日 | EAN 471-0765-19133-7 |
| 8    | 2002年4月20日                  | ISBN 978-4-06-314289-1                                      | 2005年6月30日 | EAN 471-0765-19552-6 |
| 9    | 2002年12月18日                 | ISBN 978-4-06-314310-2                                      | 2005年7月6日  | EAN 471-0765-19704-9 |
| 10   | 2003年9月18日                  | ISBN 978-4-06-314328-7                                      | 2006年2月15日 | EAN 471-0765-19860-2 |

| 卷數 | 講談社        | 講談社                 | 玉皇朝         | 玉皇朝                 |
| 卷數 | 發售日期      | ISBN                   | 發售日期       | ISBN                   |
| ---- | ------------- | ---------------------- | -------------- | ---------------------- |
| 1    | 2015年4月23日 | ISBN 978-4-06-377201-2 | 2017年7月29日  | ISBN 978-988-8436-40-8 |
| 2    | 2015年4月23日 | ISBN 978-4-06-377202-9 | 2017年9月28日  | ISBN 978-988-8436-54-5 |
| 3    | 2015年5月22日 | ISBN 978-4-06-377203-6 | 2017年10月24日 | ISBN 978-988-8436-65-1 |
| 4    | 2015年5月22日 | ISBN 978-4-06-377204-3 | 2017年12月23日 | ISBN 978-988-8436-66-8 |
| 5    | 2015年6月23日 | ISBN 978-4-06-377210-4 | 2018年1月19日  | ISBN 978-988-8436-79-8 |
| 6    | 2015年6月23日 | ISBN 978-4-06-377211-1 | 2018年2月10日  | ISBN 978-988-8436-80-4 |

NOiSE 戰慄之聲
| 卷數 | 講談社         | 講談社                 | 長鴻出版社   | 長鴻出版社           |
| 卷數 | 發售日期       | ISBN                   | 發售日期     | EAN                  |
| ---- | -------------- | ---------------------- | ------------ | -------------------- |
| 全   | 2001年10月20日 | ISBN 978-4-06-314278-5 | 2006年6月9日 | EAN 471-0765-20433-4 |

### 相關書籍
《貳瓶勉畫集 BLAME! and so on》（弐瓶勉画集 BLAME! and so on）
2003年10月25日發售、ISBN 978-4-06-364528-6
《BLAME學園! Ando So On 貳瓶勉作品集》（ブラム学園! アンドソーオン 弐瓶勉作品集）
2008年9月19日發售、ISBN 978-4-06-314531-1
《劇場版「BLAME！」貳瓶勉繪畫設定資料集》（劇場版「BLAME!」弐瓶勉描きおろし設定資料集）
2017年5月23日發售、ISBN 978-4-06-365019-8
《小說BLAME！大地的記憶》（小説BLAME! 大地の記憶）
2017年5月26日發售、ISBN 978-4-06-365024-2（作者：冲方 丁／原作、插畫：貳瓶 勉）
《新裝版 BLAME學園！貳瓶勉全彩作品集》（新装版 ブラム学園! 弐瓶勉フルカラー作品集）
2018年2月9日發售、ISBN 978-4-06-510786-7
《BLAME！電基漁師危險階層脫逃作戰》（BLAME! 電基漁師危険階層脱出作戦）
漫畫：関根 光太郎／監修：弐瓶 勉／原作：
2018年2月9日發售、ISBN 978-4-06-510889-5

## 相關作品

### BLAME
《月刊Afternoon》1995年10月號上發表的短篇，為本作的原點，題名中無「!」，收錄於短篇集《NOiSE》。

### BLAME学園!
- BLAME学园!
- BLAME学园! ～京都奈良相合い傘～
- BLAME学园! ～桜咲く塔の下で～

《BLAME!》的搞笑衍生劇，收錄於《BLAME學園! AND SO ON》。

### NetSphere Engineer
《BLAME!》的正式续篇，背景為本傳的一千年後。收錄於《BLAME學園! AND SO ON》。

### BLAME!2
《BLAME!》的正式续篇，发表于《MANDALA 2008 Vol.02》的全彩短篇，副标题为『BLAME!2第八系子体プセルの都市構造体脱出記 』。
情節概要：對於矽基生物來說霧亥已經成為災厄傳說的時代，第74分支氏族的末裔普謝爾追隨著災厄「霧亥」的足跡，為尋找都市構造體的「盡頭」而展開了旅程…
收錄於《BLAME學園! AND SO ON》。

## 動畫

### 實驗短片
《BLAME! Ver.0.11》一共有六段、各約五分鐘的實驗短片。

### BLAME!
其動畫電影製作版權被串流媒體Netflix買下，自2017年5月20日起在Netflix網站，以Netflix原創作品名義於全球上線。除了日本地區在戲院限定二週上映，其他地區直接在Netflix網站上映。
故事描述在遙遠的未來，倖存的人類生活於一個名叫「超構造體」(Megastructure) 的巨大迷宮內。這裡危機重重，情況混亂接近完全失控。身分神秘的霧亥奔走於這個瘋狂的世界。

#### 配音員
- 霧亥 - 櫻井孝宏
- シボ - 花澤香菜
- づる - 雨宮天
- おやっさん - 山路和弘
- 捨造 - 宮野真守
- タエ - 洲崎綾
- フサタ - 島崎信長
- アツジ - 梶裕貴
- 統治局 - 豐崎愛生
- サナカン - 早見沙織

#### 製作人員
- 原作・總監督 - 弐瓶勉（講談社『アフタヌーン』所載）
- 監督 - 瀬下寛之
- 副監督・CGスーパーバイザー - 吉平直弘
- 脚本 - 村井贞之
- 角色設計師 - 森山佑樹
- 攝影總監 - 片塰満則
- 製作設計師 - 田中直哉
- 美術監督- 滝口比呂志
- 色彩設計 - 野地弘納
- 音響監督 - 岩浪美和
- 音樂 - 菅野祐悟
- 主題曲 - angela「Calling you」
- 音楽制作 - キングレコード
- 動畫製作 - Polygon Pictures（英语：Polygon Pictures）
- 製作 - 東亜重工動画制作局

#### 原聲帶
- 菅野祐悟『劇場版『BLAME!』オリジナルサウンドトラック』（2017年5月17日發售）
收錄內容：DISC1(15曲收錄)／DISC2(16曲收錄) [共31曲收錄]

## 外部連結
- 2017劇場動畫《BLAME!》官方網站 （页面存档备份，存于）（日語）
- 劇場動畫《BLAME!》受到全世界矚目！｜貳瓶勉「漫画は世界で通用する武器だ」 （页面存档备份，存于）（日語）
- 劇場アニメ「BLAME!」的X（前Twitter）（日語）
- BLAME的Facebook專頁（日語）
- 特工次时代 - allcinema（日語）
- 互联网电影数据库（IMDb）上《特工次世代》的资料（英文）